# Омана поєднання
Стівен Гулд
Омана поєднання є формальною (або логічною) оманою, яка виникає при припущенні, що спеціальні умови є більш ймовірними, ніж загальна, поширена.
Найбільш цитованим прикладом цієї омани є експеримент Еймоса Тверські та Деніела Канемана:
Лінді 31 рік, вона неодружена, відверта та дуже розумна. Вона закінчила філософський факультет. Під час навчання вона дуже переймалася питаннями дискримінації і соціальної справедливості, та брала участь у антиядерних демонстраціях.
Що є більш ймовірним?
1. Лінда є касиркою в банку.
2. Лінда є касиркою в банку та бере активну участь у феміністському русі.

Більшість опитаних обрали варіант 2. Однак ймовірність, що дві події відбудуться разом (у "поєднанні") завжди менша або рівна ймовірності того, що відбудеться лише одна з цих подій — формально, для двох подій A та B ця нерівність може бути записана так: Pr(A та B) <= Pr(A), та Pr(A та B) <= Pr(B).
Наприклад, навіть якщо обрати ймовірність, що Лінда - касирка, дуже низькою, напр. Pr(Лінда-касирка) = 0.05 та високу ймовірність, що вона - феміністка, напр. Pr(Лінда-феміністка) = 0.95, тоді, за умови незалежності цих двох характеристик, Pr(Лінда-касирка та Лінда-феміністка) = 0.05 × 0.95 або 0.0475, нижча, ніж Pr(Лінда-касирка).
Тверські та Канеман доводять, що більшість людей неправильно вирішують цю проблему, оскільки вони використовують евристику (як процедуру легкого розрахунку)), що називається репрезентативність для прийняття такого рішення: Варіант 2 видається більш "репрезентативним" для Лінди на основі її опису, навіть якщо математично він менш ймовірний.
У інших експериментах вони доводили, що більш специфічні сценарії здаються більш ймовірними внаслідок репрезентативності, але кожна додаткова деталь насправді робить сценарій менш і менш ймовірним. У цьому, омана поєднання може бути схожою до таких оман як "оманлива чіткість" або "слизький шлях". У більш пізніх роботах, Канеман доводив, що омана поєднання є типом знехтування розширенням.

## Оцінка спільно та окремо
У деяких експериментах, варіант поєднання оцінювався окремо від основного варіанту, а саме: одній групі учасників пропонували поставити у порядку зростання ймовірність, що Лінда є касиркою, вчителькою та кілька інших професій, а другій групі - поставити у порядку зростання ймовірність, що Лінда є касиркою та активною феміністкою, поруч з іншими тими самими професіями (але варіанту "Лінда-касирка" не було). У цьому експерименті, друга група оцінила ймовірність "Лінда-касирка та феміністка" вище, ніж перша "Лінда-касирка".
Експерименти по окремій оцінки передували найраншим експериментам по спільній оцінці, і Канеман та Тверські були здивовані, коли ефект зберігся при спільній оцінці.
Для окремої оцінки більш правильним є застосування терміна "ефект поєднання".

## Критика "проблеми Лінди"
Герд Гігеренцер (нім. Gerd Gigerenzer) та Ральф Гертвіг (нім. Ralph Hertwig) критикували "проблему Лінди", вважаючи, що вона спричинена формулюванням та рамкуванням (фреймом). "Проблема Лінди" може порушувати розмовні максими у тому, що люди автоматично передбачають, що питання підпорядковується максимі відповідності. Гігеренцер доводить, що деяка використана термінологія є багатозначною, альтернативи до якої на його думку були "більш природними". На його переконання, визначення ймовірного як “такого, що стається часто”, відповідає математичній ймовірності, щодо якої проводився експеримент, але визначення ймовірного як “такого, що переконливе”, та “такого, щодо  чого є докази" - не відповідає. Навіть терміну "та" надавались полісемічні значення. Було розроблено багато техніки для контролю за такою можливою хибною інтерпретацією, але жодна з них не скасувала ефекту поєднання.
Тверські та Канеман досліджували багато варіантів формулювання "проблеми Лінди". Якщо перший варіант замінити таким чином, щоб він відповідав розмовній відповідності, а саме: "Лінда є касиркою у банку, незалежно від того, бере вона чи ні участь у феміністичному русі", ефект знижується, але більшість (57%) учасників все одно роблять помилку поєднання. Якщо визначення ймовірності перевести у формат частоти (див. розділ "Зниження упередження" нижче), ефект знижується або зникає. Однак, існують дослідження, в яких величина омани поєднання не відрізнялась при постановці питання у форматі визначення ймовірності або частоти.
Критика щодо формулювання є менш застосованою для ефекту поєднання при окремій оцінці  "Проблема Лінди" вивчалась та досліджувалась більше ніж інші типи демонустування цього ефекту (деякі описані нижче).

## Інші приклади
Політичним експертам було запропоновано оцінити ймовірність, що Радянський Союз вторгнеться до Польщі, а США припинять з ним дипломатичні відносини, протягом одного року. Експерти оцінили ймовірність цих двох подій в середньому у 4%. Іншій групі експертів запропонувати оцінити лише ймовірність того, що США припинять з СРСР дипломатичні відносини протягом одного року. Вони оцінили ймовірність лише у 1%.
В експерименті 1980 року, учасників запитали:
Уявіть, що Бйорн Борг (тенісист, на той час переможець Вімблдону) увійде до фіналу Вімблдону у 1981. Будь ласка, поставте в порядку від найбільш ймовірного до найменш ймовірного:
- Борг виграє матч
- Борг програє перший сет
- Борг програє перший сет, але виграє матч
- Борг виграє перший сет, але програє матч

У середньому, учасники поставили "Борг програє перший сет, але виграє матч " вище,  ніж "Борг програє перший сет".
В іншому експерименті учасників запитали:
Уявіть звичайний гральний кубик, у якому чотири сторони - зеленого кольору (З), а дві - червоного (Ч). Кубик кинуть 20 разів та буде записано порядок випадіння зеленого та червоного. Вам пропонується вибрати одну з трьох наведених нижче послідовностей та отримати $25, якщо обраний Вами варіант з'явиться у загальній послідовності.
1. ЧЗЧЧЧ
2. ЗЧЗЧЧЧ
3. ЗЧЧЧЧЧ

65% учасників обрали варіант 2, хоча він містить перший варіант, який також є коротшим. У версії експерименту, де шанс отримати $25 був лише гіпотетичним, результати суттєво не різнилися. Тверські та Канеман доводили, що варіант 2 видається "репрезентативною" випадковою послідовністю (порівняйте з ілюзією кластерів).

## Зменшення упередження
Такі методи як привертання уваги до усталених відносин, використання частот замість ймовірностей та/або мислення діаграмами різко знижує помилку у деяких видах омани поєднання.
У одному з експериментів питання проблеми Лінди було переформульовано наступним чином:
Є 100 людей, які відповідають наведеному опису (Лінди). Скільки з них:
- Касири у банку?  __ зі 100
- Касири у банку та активні учасники феміністичного руху?  __ зі 100

Коли раніше 85% учасників давали неправильну відповідь (Касир у банку та активний учасник феміністичного руху), у експериментах з таким запитанням жоден з учасників не надав неправильної відповіді.